# Hemipsilichthys cameroni
Hemipsilichthys cameroni és una espècie de peix de la família dels loricàrids i de l'ordre dels siluriformes.

## Morfologia
Els mascles poden assolir els 17 cm de longitud total.

## Distribució geogràfica
Es troba al Brasil: Santa Catarina.